# Wil Hartog
Willem Dieter Hartog (Abbekerk, Países Bajos, 28 de mayo de 1948) es un expiloto de motociclismo neerlandés.

## Biografía
Apodado el "Gigante blanco " o "La segadora de césped de Abbekerk " en relación con el oficio de su padre y que Wil prosiguió durante una temporada, Hartog se convirtió en el primer neerlandés en ganar un Gran Premio de 500cc cuando ganó el Gran Premio de los Países Bajos de 1977. Esa victoria le valió un puesto en el equipo de fábrica de Suzuki como compañero de equipo de Barry Sheene. Hartog ganó cinco Grandes Premio durante su carrera. Al medir más de 1,80, estaba en desventaja contra su rivales de menor estatura, pero aun así logró resultados impresionantes. Por su predilección por usar toda la ropa blanca al montar en motocicleta, él fue apodado el gigante blanco.

## Resultados
| Posición | 1  | 2  | 3  | 4 | 5 | 6 | 7 | 8 | 9 | 10 |
| Puntos   | 15 | 12 | 10 | 8 | 6 | 5 | 4 | 3 | 2 | 1  |

(Carreras en negrita indica pole position; carreras en cursiva indica vuelta rápida)
| Año  | Cat.  | Equipo | 1       | 2       | 3     | 4       | 5       | 6     | 7       | 8       | 9       | 10      | 11      | 12     | 13    | Pts. | Pos. |
| ---- | ----- | ------ | ------- | ------- | ----- | ------- | ------- | ----- | ------- | ------- | ------- | ------- | ------- | ------ | ----- | ---- | ---- |
| 1970 | 125cc | Yamaha | GER -   | FRA -   | YUG - | IOM -   | NED Ret | BEL - | DDR -   | CZE -   | FIN -   |         | NAT -   | ESP -  |       | 0    | -    |
| 1970 | 250cc | Yamaha | GER -   | FRA -   | YUG - | IOM -   | NED Ret | BEL - | DDR -   | CZE -   | FIN -   | ULS -   | NAT -   | ESP -  |       | 0    | -    |
| 1971 | 250cc | Yamaha | AUT -   | GER -   | IOM - | NED Ret | BEL -   | DDR - | CZE -   | SWE -   | FIN -   | ULS 6   | NAT -   | ESP -  |       | 0    | -    |
| 1972 | 250cc | Yamaha | GER 13  | FRA -   | AUT - | NAT -   | IOM -   | YUG - | NED 14  | BEL -   | DDR -   | CZE -   | SWE -   | FIN -  | ESP - | 0    | -    |
| 1973 | 500cc | Yamaha | FRA -   | AUT -   | GER - | IOM -   | YUG -   | NED 4 | BEL -   | CZE -   | SWE -   | FIN -   | ESP -   |        |       | 8    | 24.º |
| 1974 | 250cc | Yamaha |         | GER -   | NAT - | IOM -   | NED 15  | BEL - | SWE -   | FIN -   | CZE -   | YUG -   | SPA -   |        |       | 0    | -    |
| 1975 | 350cc | Yamaha | FRA -   | ESP -   | AUT - | GER -   | NAT -   | IOM - | NED 6   | FIN -   | CZE -   | YUG -   |         |        |       | 5    | 26.º |
| 1976 | 500cc | Suzuki | FRA -   | AUT Ret | NAT - | IOM -   | NED 3   | BEL - | SWE Ret | FIN -   | CZE -   | GER -   |         |        |       | 10   | 21.º |
| 1977 | 500cc | Suzuki | VEN -   | AUT DNS | GER 6 | NAT Ret | FRA Ret | NED 1 | BEL 7   | SWE 5   | FIN Ret | CZE Ret | GBR Ret |        |       | 30   | 10.º |
| 1978 | 500cc | Suzuki | VEN -   | ESP 9   | AUT 7 | FRA 5   | NAT 6   | NED 5 | BEL 1   | SWE 2   | FIN 1   | GBR Ret | GER Ret |        |       | 65   | 4.º  |
| 1979 | 500cc | Suzuki | VEN Ret | AUT 3   | GER 1 | NAT Ret | ESP 2   | YUG 4 | NED 3   | BEL DNS | SWE Ret | FIN 10  | GBR 3   | FRA 18 |       | 66   | 4.º  |
| 1980 | 500cc | Suzuki | NAT Ret | ESP Ret | FRA - | NED 19  | BEL 5   | FIN 1 | GBR Ret | GER 3   |         |         |         |        |       | 31   | 6.º  |
| 1981 | 500cc | Suzuki | AUT 9   | GER 14  | NAT - | FRA -   | YUG -   | NED - | BEL -   | RSM -   | GBR -   | FIN -   | SWE -   |        |       | 2    | 23.º |